# Kiichirō Takahashi
Kiichirō Takahashi (japanisch 高橋 揆一郎 Takahashi Kiichirō; geboren am 10. April 1928 in Utashinai, Präfektur Hokkaidō, gestorben am 31. Januar 2007) war ein japanischer Schriftsteller.

## Leben und Wirken
Kiichirō Takahashi besuchte die Pädagogische Schule Sapporo (札幌師範学校 Sapporo shihan gakkō), verließ sie jedoch ohne Abschluss. Nachdem er als Aushilfslehrer an einer Grundschule und bei Sumitomo Coal Mining gearbeitet hatte, wurde er Illustrator. Sein Erstlingswerk als Schriftsteller Sukampo (すかんぽ) kam in die engere Auswahl für den Literaturpreis der Hokkaidō Shimbun.
1973 gewann Takahashi den Nachwuchspreis des Verlags Bungeishunjū (文学界新人賞 Bungakukai shinjinshō) für sein Buch Popura to gunshin (ぽぷらと軍神 ‚Pappel und Kriegsgott‘). Weitere Werke sind Kiyoyoshi no reki (清吉の暦 ‚Kiyoyoshis Kalender‘), Kannon iki-shissō (観音力疾走 ‚Kannon-Kraftsprint‘), das den Preis der Hokkaidō Shimbun gewann, Hikage no isu (日蔭の椅子 ‚Stuhl unter dem Sonnenschirm‘), das in die engere Auswahl für den Akutagawa-Preis kam. Nobuyo (伸予), ein Buch, das die Liebe einer 50-jährigen Frau zum Thema hat, erhielt den 79. Akutagawa-Preis. Für sein Buch Tomoko (友子) bekam er 1992 den 11. „Nitta-Jirō-Literaturpreis“. Das Buch geht auf eine Geschichte aus der Edo-Zeit zurück, das von Grubenarbeitern und ihren Frauen handelt.